# Хоэнальтхайм
Хоэнальтхайм (нем. Hohenaltheim) — община в Германии, в земле Бавария. 
Подчиняется административному округу Швабия. Входит в состав района Донау-Рис.  Население составляет 591 человек (на 31 декабря 2010 года). Занимает площадь 17,82 км².